# Günyurdu-Talsperre
Die Günyurdu-Talsperre (türkisch Günyurdu Barajı) befindet sich 6 km nordwestlich der Kreisstadt Pazaryeri in der nordwesttürkischen Provinz Bilecik.
Die Günyurdu-Talsperre wurde in den Jahren 1993–2005 am Bakraş Çayı, einem Zufluss des Karasu Çayı, errichtet. 
Sie dient der Bewässerung einer Fläche von 805 ha. 
Das Absperrbauwerk ist ein 37 m hoher Steinschüttdamm.  
Das Dammvolumen beträgt 681.000 m³.   
Der Stausee bedeckt bei Normalstau eine Fläche von 0,43 km². 
Der Speicherraum liegt bei 7,4 Mio. m³.